# Peyton Reed
Peyton Tucker Reed (Raleigh, Carolina del Norte; 3 de julio de 1964) es un director de cine y televisión estadounidense, más conocido por dirigir las películas de comedia Yes Man, Bring It On y The Break-Up, así como la saga de películas de Ant-Man.

## Biografía

### Primeros años
Reed asistió a la Universidad de Carolina del Norte en Chapel Hill. Debutó en la dirección con las películas Bring It On, Abajo el amor y The Break-Up, todas películas cómicas. También tuvo papeles pequeños en algunas películas, incluyendo las suyas propias. También produjo algunos vídeos musicales.

### Carrera
Reed dirigió la película Yes Man (2008), con Jim Carrey como protagonista. Yes Man es una adaptación de la autobiografía de Danny Wallace sobre su decisión de decir "sí" a todo, invitaciones, desafíos y oportunidades.
En junio de 2014, se anunció que Reed reemplazaría a Edgar Wright como el director de Ant-Man. La película fue un éxito rotundo, ya que con un presupuesto de 130 000 000 dólares recaudó 180 202 163 dólares en Estados Unidos y 339 243 000 dólares en el resto del mundo, con un total de 519 445 163 dólares en todo el mundo.		 
En de octubre de 2015, se anunció que la secuela Ant-Man se estrenaría el 6 de julio de 2018. Además, se anunció que Reed volvería para dirigirla.
Actualmente dirigirá The Fifth Beatle.

## Vida personal
Reed está casado y vive en el área de Los Ángeles.

## Filmografía

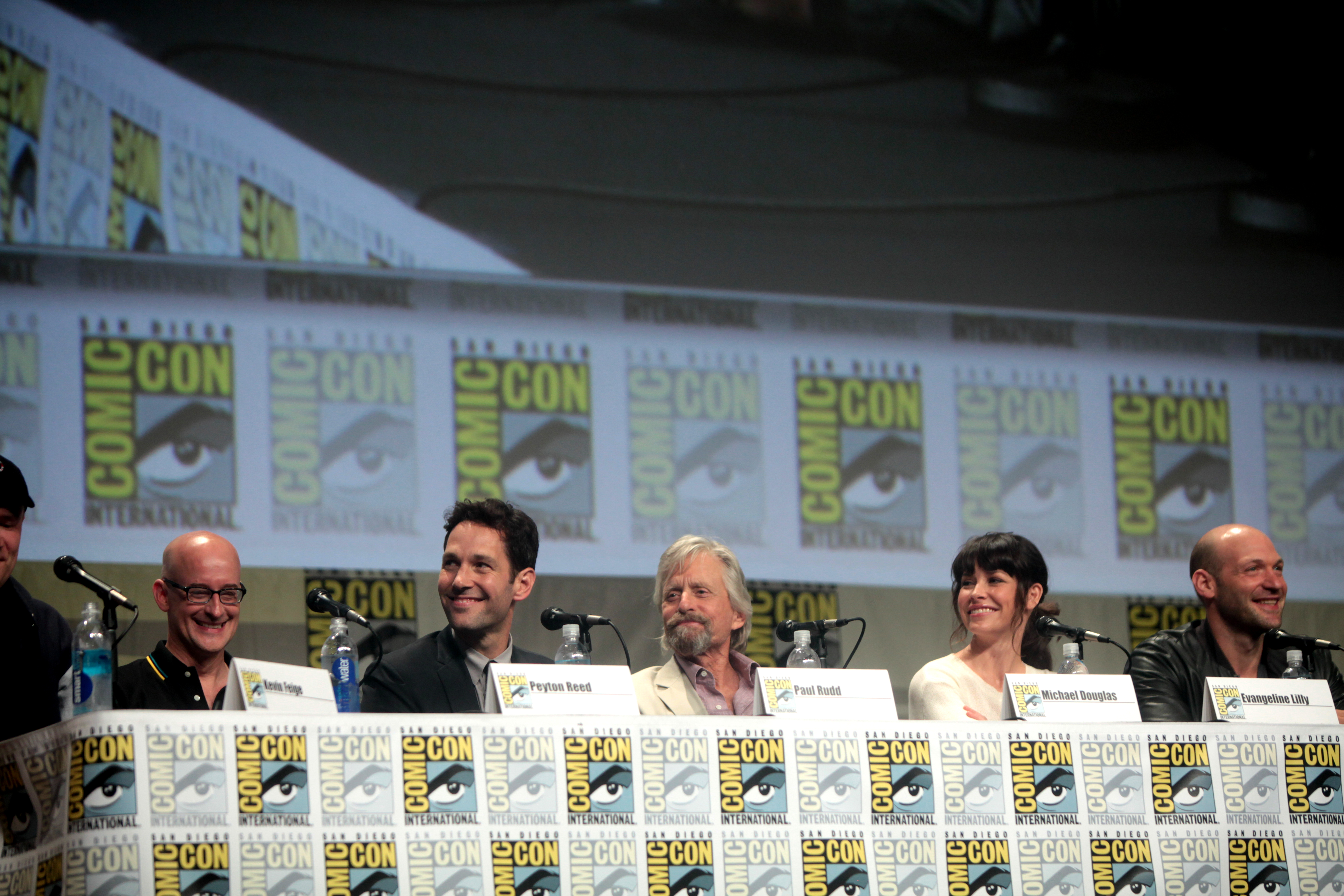
Peyton Reed y el elenco de Ant-Man en la Convención Internacional de Cómics de San Diego de 2014, presentando la película.

### Películas
| Año  | Título                            |
| ---- | --------------------------------- |
| 2000 | Bring It On                       |
| 2003 | Abajo el amor                     |
| 2006 | The Break-Up                      |
| 2008 | Yes Man                           |
| 2015 | Ant-Man                           |
| 2018 | Ant-Man and the Wasp              |
| 2023 | Ant-Man and the Wasp: Quantumania |

### Televisión
| Año  | Título                         | Notas                              |
| ---- | ------------------------------ | ---------------------------------- |
| 1991 | Back to the Future             | Serie animada                      |
| 1995 | The Computer Wore Tennis Shoes |                                    |
| 1997 | The Love Bug                   |                                    |
| 1997 | The Weird Al Show              |                                    |
| 1998 | Mr. Show with Bob and David    | 5 episodios de la cuarta temporada |
| 2000 | Upright Citizens Brigade       |                                    |
| 2008 | Cashmere Mafia                 | Piloto                             |
| 2012 | The Goodwin Games              |                                    |
| 2020 | The Mandalorian                | Capítulo 10 y 16                   |

### Documentales; cortometrajes
- Back to the Future: The Ride (guionista) (1991)
- The Secrets of the Back to the Future Trilogy (1990)
- Through The Eyes Of Forrest Gump (making of) (1994)

### Comerciales
- "Pretty Khaki" (para GAP, 28/2/2005)